# Melanoides admirabilis
Melanoides admirabilis é uma espécie de gastrópode  da família Thiaridae.
Pode ser encontrada nos seguintes países: República Democrática do Congo, Tanzânia e Zâmbia.
Os seus habitats naturais são: lagos de água doce.